# 西区 (浜松市)

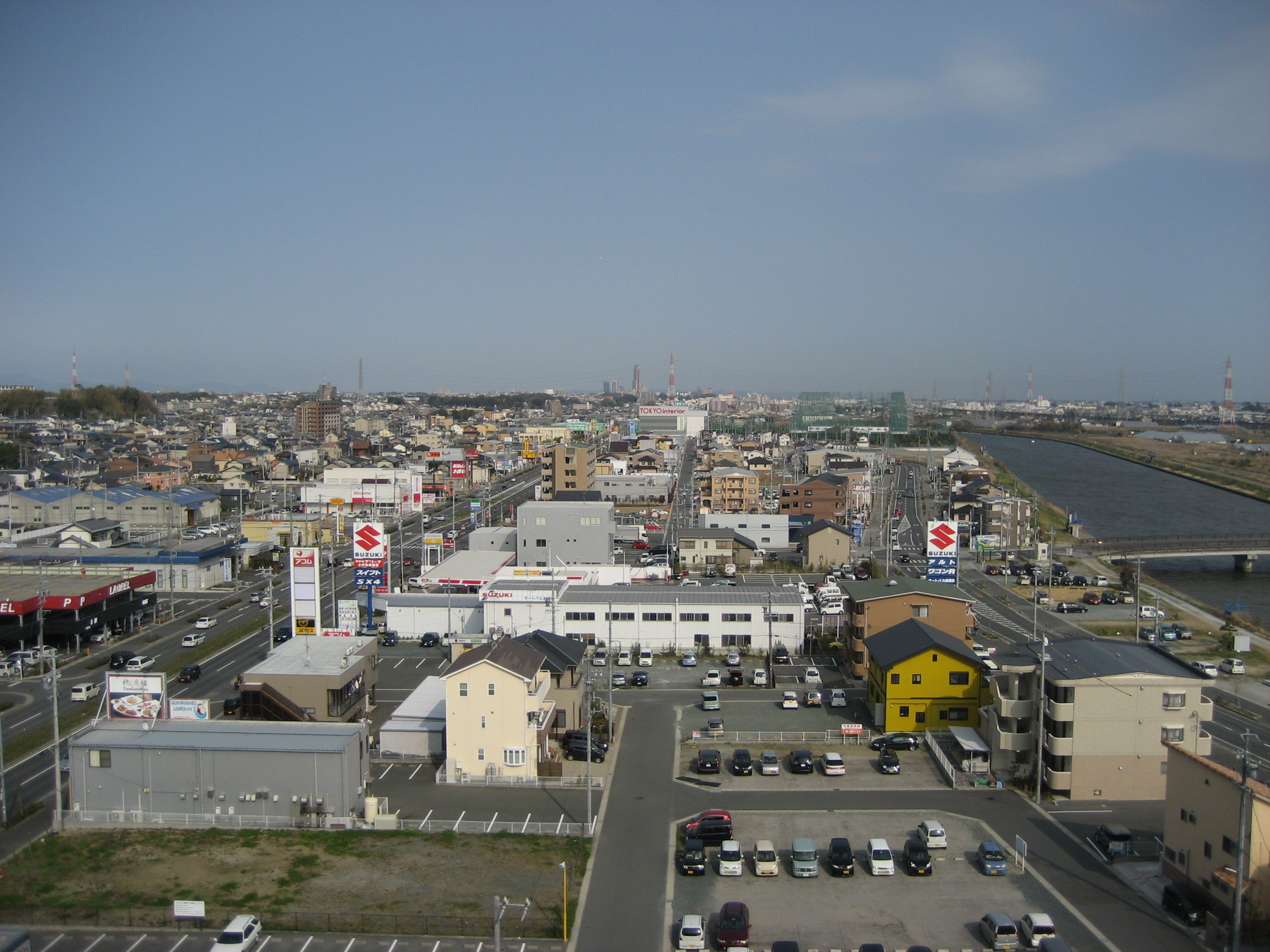
西区志都呂町から都心方面

西区（にしく）は、かつて存在した浜松市を構成する7つの行政区のうちの1つ。区域は浜松市の南西部で浜名湖東岸を中心としている。2024年1月1日に区の統合・再編が行われ、全域が中央区へ移行された。
以下の記述は再編前の西区についてのものである。

## 概要
新雄踏バイパス（静岡県道62号浜松雄踏線）や静岡県道65号浜松環状線、舘山寺街道（静岡県道48号舘山寺鹿谷線）などの幹線道路が区内を走っており、東名高速道路浜松西ICを中心に市内の流通の1つの拠点となっている。

## 地理

### 面積
西区の面積は114.40km2で7つの行政区の中では3番目に大きな面積を持つ区である。浜松市郊外を中心としているため、田畑や森林も多く、自然が残されている地域でもある。西区は中区、北区、南区と境界を接している。

### 地区構成

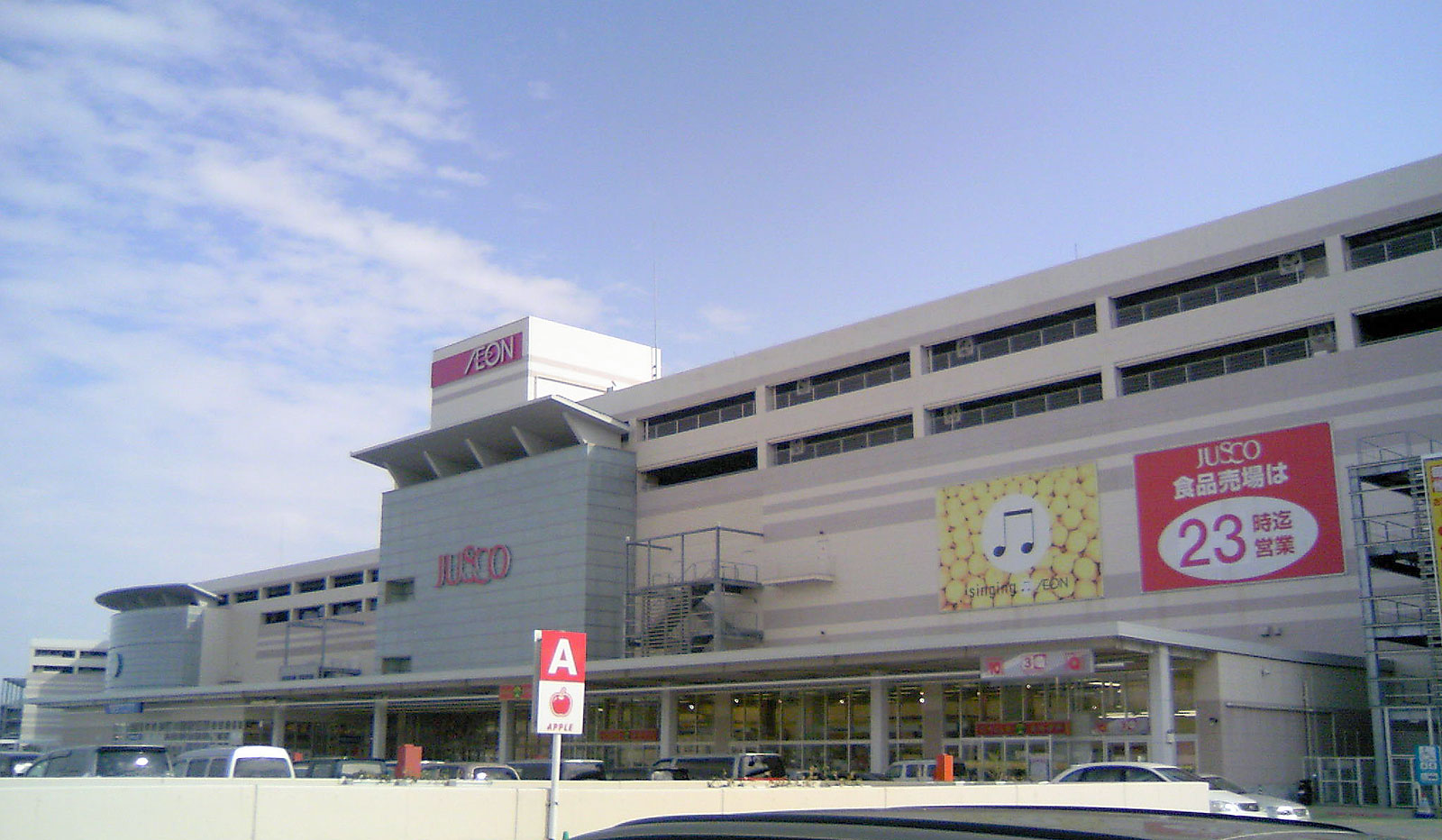
イオンモール浜松志都呂

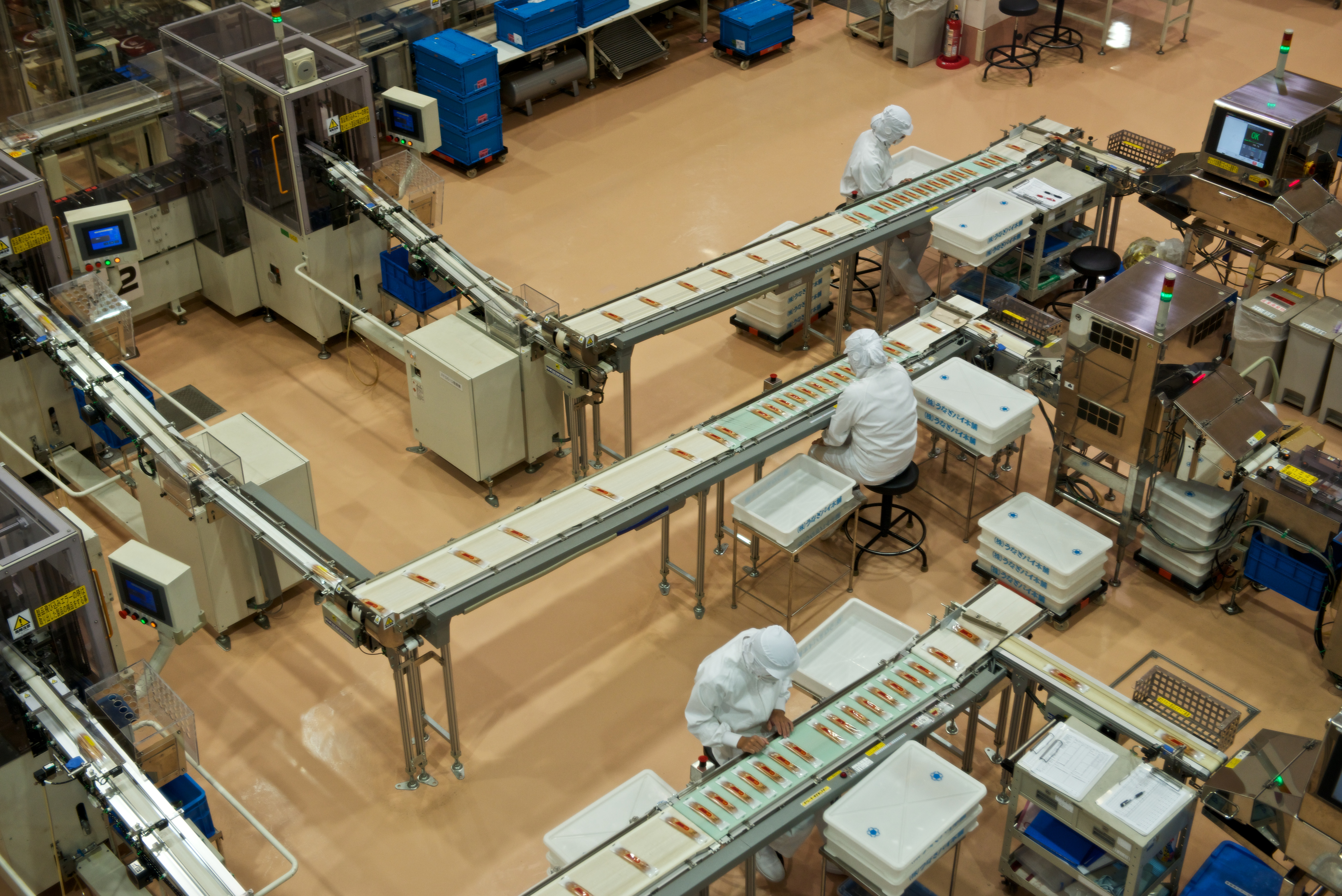
浜松市西区大久保町にある、うなぎパイファクトリー

入野地区
（入野町、大平台）
入野町は古くから浜松市の西部の拠点として発展してきた。住宅や商店が密集している地域でもある。大平台は佐鳴湖西岸の新興住宅地として近年整備され、新しい住宅や事業所、店舗などが立ち並ぶ。中区に属する佐鳴台も、元々は入野町の一部分である。
志都呂地区
（西鴨江町、西都台町、志都呂町、志都呂1丁目 - 2丁目）
以前は田園と古くからの集落が残された郊外だったが、2004年以降雄踏バイパスの整備・開通や浜松環状線の整備によって浜松市中心部へのアクセスが短時間でできるようになった。イオンモール浜松志都呂の周辺には多くの飲食店や企業、娯楽店舗があり、浜松でも有数の商業ゾーンになり、小規模な副都心を形成している。この地域は浜松市の西部に位置するため、市内のみならず、湖西市などの浜名湖西岸、愛知県豊橋市や田原市など愛知県東部からの人の往来もある。かつては入野地区の扱いとなっていたが、前述の通り、2004年以降、道路や土地開発が急速に行われた事から、入野地区から独立して志都呂地区と扱われる事が多い。
篠原地区
（篠原町、坪井町、馬郡町）
この地区は、国道1号、浜名バイパス沿いにあり、昔ながらの集落が多く、北は、雄踏町、志都呂町、南側は遠州灘に面した場所にある。田畑が多く、新年早々から収穫される玉ねぎは特産である。また篠原町には、浜松市西部清掃工場、古橋廣之進記念浜松市総合水泳場 (ToBiO)の公共施設があり、JR舞阪駅は、馬郡町にある。浜松市は鈴木姓が多いが、その中でも特に多いのが篠原町で、2008年の資料によると篠原町の住民9666人中3326人が鈴木姓で人口比率は34.4%、3人に1人の姓が鈴木である。
庄内地区
（舘山寺町、村櫛町など）
浜松市動物園、浜松市フラワーパーク、浜名湖オルゴールミュージアムなど舘山寺温泉を中心にした娯楽施設が多く存在し、浜松市内でも有数の観光ポイントである。また舘山寺温泉の南、庄内半島の南端に位置する浜名湖ガーデンパークでは2004年に浜名湖花博が開催され、にぎわいを見せた。会場跡地は整備され、多くの市民や観光客が訪れている。
和地地区、伊佐見地区
（湖東町、伊左地町、大人見町、桜台など）
浜名湖東岸に位置する地区で、田園や森林も多いが、新興住宅地が多い。湖東団地や瞳ヶ丘団地、また近年新たに整備されたゆう・おおひとみや桜台がある。桜台は新興住宅地としての機能の他に、浜松西テクノポリスとして中心部から移転した企業の工場や研究所などが新たに拠点としている。
神久呂地区
（大久保町、神原町、神ヶ谷町、西山町）
田畑や森林が多く、昔ながらの集落が多いが、浜松環状線沿いにある大久保工業団地では春華堂などの工場が移転しており、今後の発展が予想される。
舞阪地区
（舞阪町）
2005年7月に浜松市に編入合併した旧舞阪町の中心部を中心に旧国道1号線沿いに多くの住宅や商店が密集している。また、東海道松並木、弁天島など東海道の宿場、岐佐神社等史跡や観光地がある。
雄踏地区
（雄踏町）
2005年7月に浜松市に編入合併した旧雄踏町の中心部を中心に雄踏街道に多くの住宅や商店が密集している。

### 区内の町

#### 旧浜松市
- 入野（いりの）地区
  - 入野町（いりのちょう）
  - 大平台（おおひらだい）[注釈 1]：一丁目～四丁目
  - 志都呂（しとろ）[注釈 2]：一丁目・二丁目
  - 志都呂町（しとろちょう）
  - 西都台町[注釈 3]（せいとだいちょう）
  - 西鴨江町（にしかもえちょう）
- 伊佐見（いさみ）地区
  - 伊左地町（いさぢちょう）
  - 大人見町（おおひとみちょう）
  - 古人見町（こひとみちょう）
  - 佐浜町（さはまちょう）
- 神久呂（かくろ）地区
  - 大久保町（おおくぼちょう）
  - 神ケ谷町（かみがやちょう）
  - 神原町（かみはらちょう）
  - 西山町（にしやまちょう）

- 篠原（しのはら）地区
  - 篠原町（しのはらちょう）
  - 坪井町（つぼいちょう）
  - 馬郡町（まごおりちょう）
- 庄内（しょうない）地区
  - 舘山寺町（かんざんじちょう）
  - 協和町（きょうわちょう）
  - 呉松町（くれまつちょう）
  - 庄内町（しょうないちょう）
  - 庄和町（しょうわちょう）
  - 白洲町（しらすちょう）
  - 平松町（ひらまつちょう）
  - 深萩町（ふかはぎちょう）
  - 村櫛町（むらくしちょう）

- 和地（わぢ）地区
  - 大山町（おおやまちょう）
  - 湖東町（ことうちょう）
  - 桜台（さくらだい）[注釈 4]：一丁目～六丁目
  - 和光町（わこうちょう）
  - 和地町（わぢちょう）

#### 舞阪地区
- 舞阪町長十新田（まいさかちょうちょうじゅうしんでん）

- 舞阪町浜田（まいさかちょうはまだ）

- 舞阪町弁天島（まいさかちょうべんてんじま）

- 舞阪町舞阪（まいさかちょうまいさか）

#### 雄踏地区
- 雄踏（ゆうとう）[注釈 5]：一丁目・二丁目

- 雄踏町宇布見（ゆうとうちょううぶみ）

- 雄踏町山崎（ゆうとうちょうやまざき）

## 歴史

### 沿革
- 2003年（平成15年）4月1日 - NEW!!わかふじ国体開催。区内の各所で競技を開催。
- 2004年（平成16年）4月8日 - 10月11日 - 庄内地区の「浜名湖ガーデンパーク」で浜名湖花博（パシフィックフローラ2004、第21回全国都市緑化しずおかフェア）を開催。
- 2005年（平成17年）7月1日 - 浜名郡雄踏町、同郡舞阪町を浜松市に編入。雄踏地域自治区・舞阪地域自治区が設けられ、旧2町の役場庁舎を利用して「総合事務所」が設置される。
- 2007年（平成19年）4月1日 - 浜松市の政令指定都市移行に伴い、西区が発足。浜松西地域自治区が設置される。旧2町の総合事務所を地域自治センターに改める。
- 2009年（平成21年）2月7日 - 篠原町に古橋廣之進記念浜松市総合水泳場 (ToBiO) がオープン。
- 2009年（平成21年）9月19日 - 11月23日 - 浜松市フラワーパークで浜松モザイカルチャー世界博2009（浜名湖立体花博）を開催。
- 2010年（平成22年）1月18日 - 雄踏町宇布見の旧雄踏町役場を改築し、浜松市外国人学習支援センターを開設。
- 2012年（平成24年）3月31日 - 西区内に設置されていた3つの地域自治区が廃止される。自治区毎の地域協議会は区の協議会に一本化し、翌4月1日に地域自治センターを協働センターに改称する。

### 行政区域の沿革
- 1889年（明治22年）4月1日 - 町村制の施行により、後の本区域に敷知郡篠原村、舞阪町、村櫛村、南庄内村、北庄内村、和地村、伊佐見村、神久呂村、雄踏村、入野村が発足。
- 1896年（明治29年）4月1日 - 郡制の施行のため、各町村が浜名郡の所属となる。
- 1910年（明治43年）3月28日 - 入野村の一部（高塚）が浅場村に編入（後の南区域）。
- 1925年（大正14年）2月11日 - 雄踏村が町制施行して雄踏町となる。
- 1949年（昭和24年）8月1日 - 入野村の一部が浜松市に編入（後の中区域）。
- 1953年（昭和28年）4月1日 - 神久呂村の一部（志都呂）が入野村に編入。
- 1955年（昭和30年）
  - 3月31日 - 神久呂村が浜松市に編入。
  - 4月1日 - 村櫛村・南庄内村・北庄内村が合併して庄内村が発足。
- 1956年（昭和31年）9月30日 - 和地村・伊佐見村が合併して湖東村が発足。
- 1957年（昭和32年）3月31日 - 入野村および湖東村の一部が浜松市に編入。
- 1960年（昭和35年）10月1日 - 湖東村が浜松市に編入。
- 1961年（昭和36年）6月20日 - 篠原村が浜松市に編入。
- 1965年（昭和40年）7月1日 - 庄内村が浜松市に編入。
- 2005年（平成17年）7月1日 - 舞阪町・雄踏町が浜松市に編入。
- 2007年（平成19年）4月1日 - 浜松市の政令指定都市移行に伴い、西区が発足。
- 2024年（令和6年）1月1日 - 浜松市の行政区再編により、中央区の一部となる。同日西区廃止。

## 人口
2010年に行われた国勢調査時点の西区の人口は11万3,654人で、中区、東区に続いて3番目に多い。大平台、桜台、ゆう・おおひとみなど新興住宅地も開発されている。

### 平均年齢
2015年（平成27年）10月1日時点における西区民の平均年齢は次のとおりである。
- 全体 - 44.74 歳
  - 男性 - 43.32 歳
  - 女性 - 46.15 歳

## 行政

### 西区役所
区役所は、堀出前土地区画整理事業地内に設置。2007年4月、区の設置に伴い新設された。

### 協働センター
- 神久呂協働センター （神原町）
- 入野協働センター （入野町）
- 伊佐見協働センター （伊左地町）
- 和地協働センター （和地町）
- 庄内協働センター （庄内町）
- 篠原協働センター （篠原町）
- 舞阪協働センター （舞阪町舞阪）
- 雄踏協働センター （雄踏町宇布見）

### 国家機関
- 航空自衛隊浜松基地（西山町）

## 施設

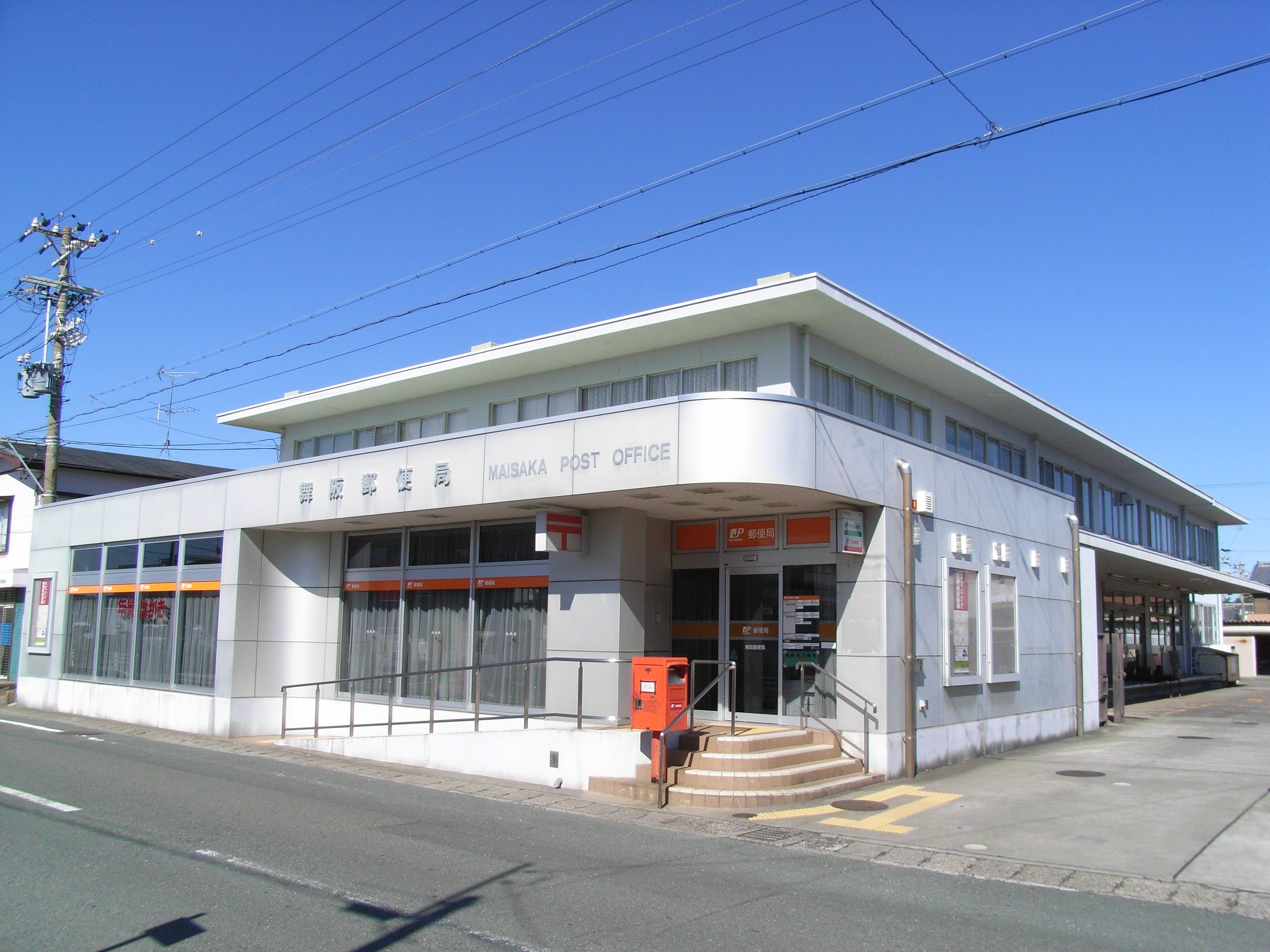
舞阪郵便局

### 警察
浜松西警察署 （大人見町）
交番
- 入野交番 （入野町）
- 神久呂交番 （神ケ谷町）
- 舘山寺町交番 （舘山寺町）
- 湖東交番 （伊左地町）
- 篠原交番 （篠原町）
- 舞阪町交番 （舞阪町舞阪）
- 雄踏町交番 （雄踏町宇布見）

駐在所
- 村櫛町警察官駐在所 （村櫛町）

### 消防
本部
- 浜松市消防局

消防署
- 浜松市西消防署（馬郡町）

出張所
- 庄内出張所（庄内町）
- 湖東出張所（伊左地町）
- 雄踏出張所（雄踏町宇布見）

### 医療
主な病院
- 医療法人社団一穂会 西山病院（西山町）
- 特定医療法人社団松愛会 松田病院（入野町）
- 医療法人社団和恵会 湖東病院（伊左地町）
- 医療法人三石会 中西整形外科医院（入野町）

### 図書館
主な図書館
- 浜松市立図書館
  - はまゆう図書館（大人見町）
  - 舞阪図書館（舞阪町舞阪）
  - 雄踏図書館（雄踏町宇布見）
- 光産業創成大学院大学附属図書館

### 郵便
集配等を行う郵便局のみを掲載する。
主な郵便局
- 舞阪郵便局（舞阪町浜田）
- 伊左地郵便局（伊左地町）

### その他の公共施設
- 神原浄水場（神原町）
- 外国人学習支援センター（雄踏町宇布見）
- 舞阪保健センター（舞阪町舞阪）
- 西部保健センター （雄踏一丁目）
- 老人福祉センター湖南荘（馬郡町）
- 老人福祉センター湖東荘（和地町）
- 浜松市西部清掃工場（篠原町）
- 雄踏斎場（雄踏町宇布見）

## 経済

### 本社を置く企業
主な企業
- 一条工務店
- ティ・ダブル・ライン浜松　（運送業）
- 遠鉄観光開発
- OMソーラー
- スズキビジネス
- トクラス（住宅機器。旧ヤマハリビングテック）
- TRINC
- ひくまの出版
- フライングモール
- 源馬
- ティ・ダブル・ライン浜松（運送業）
- 大五ホールディングス（運送業、旧大五運送）

### 主な商業施設
- ベイシアフードセンター浜松雄踏店
- イオンモール浜松志都呂
- イオン浜松西ショッピングセンター
- 東京インテリア家具浜松店

## メディア

### 中継局
- 浜松中継局
  - 入野中継局
    - 静岡FM放送（K-mix）

## 教育

### 大学
私立
- 光産業創成大学院大学 （呉松町）

### 専門学校
私立
- オイスカ開発教育専門学校

### 高等学校
県立
- 静岡県立浜松湖東高等学校 （大人見町）
- 静岡県立浜松湖南高等学校 （馬郡町）
- 静岡県立浜松大平台高等学校 （大平台）

私立
- オイスカ浜松国際高等学校 （和地町）

### 中学校
市立
- 浜松市立神久呂中学校
- 浜松市立入野中学校
- 浜松市立湖東中学校
- 浜松市立篠原中学校
- 浜松市立庄内中学校
- 浜松市立舞阪中学校
- 浜松市立雄踏中学校

### 小学校
市立
- 浜松市立神久呂小学校
- 浜松市立入野小学校
- 浜松市立伊佐見小学校
- 浜松市立和地小学校
- 浜松市立篠原小学校
- 浜松市立庄内小学校
- 浜松市立村櫛小学校
- 浜松市立西都台小学校
- 浜松市立大平台小学校
- 浜松市立舞阪小学校
- 浜松市立雄踏小学校

### 幼稚園
市立
- 浜松市立神久呂幼稚園
- 浜松市立伊佐見幼稚園
- 浜松市立和地幼稚園
- 浜松市立北庄内幼稚園
- 浜松市立村櫛幼稚園
- 浜松市立雄踏幼稚園

私立
- 湖東幼稚園
- 花園幼稚園
- さなる幼稚園
- 志都呂幼稚園
- 浜名幼稚園

### 学校教育以外の施設

#### 認定こども園

##### 私立
- 湖東白ゆりこども園
- 春日こども園
- さざんかこども園
- 入野こども園
- 和光こども園
- 雄踏ちゅうりっぷこども園
- 順愛こども園

#### 保育所
（認可保育所のみ掲載）

##### 市立
- 神田原保育園
- 雄踏保育園
- 舞阪第1保育園
- 舞阪第2保育園

##### 私立
- ヒーローズさなるこ保育園
- ヒーローズ浜松西保育園
- 伊佐地保育園
- 舘山寺保育園
- 志都呂保育園
- わかくさ保育園
- 大平台わかくさ保育園
- 生命の樹保育園
- チャイルドスクエア浜松篠原

## 交通

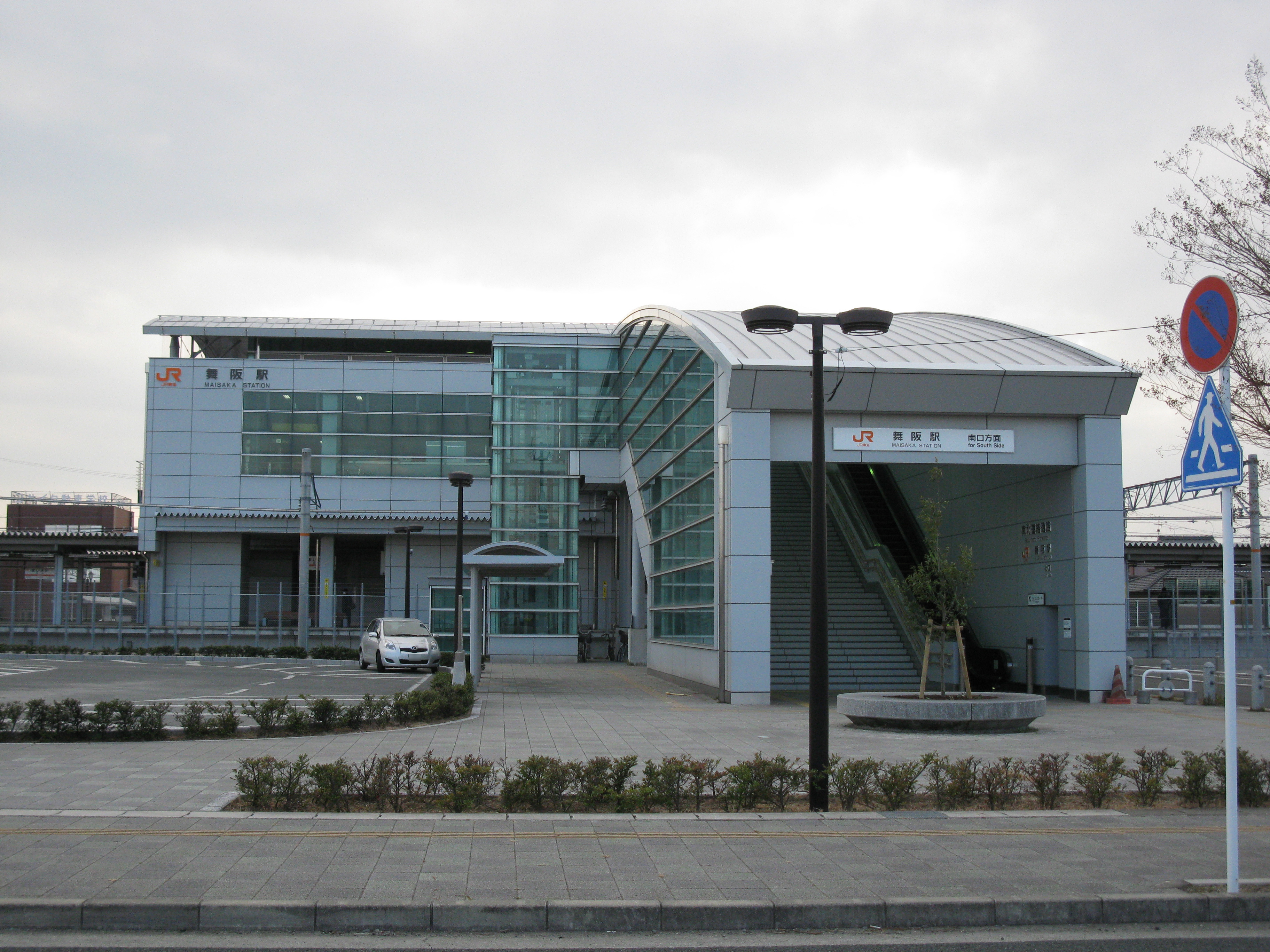
舞阪駅

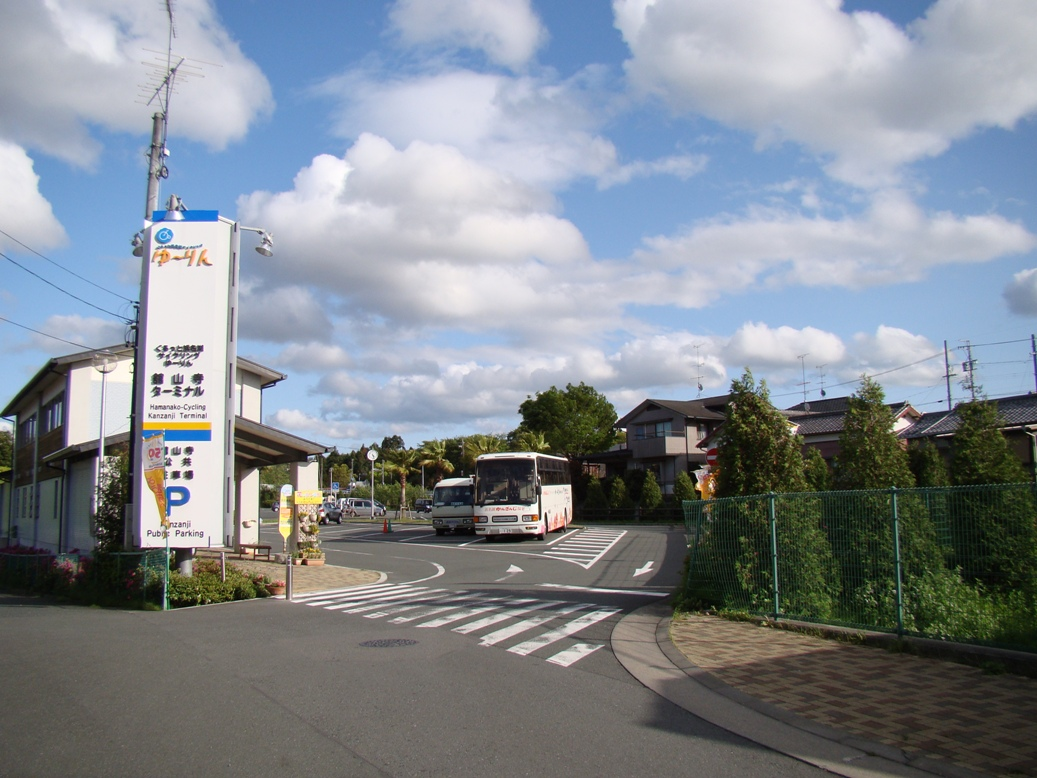
舘山寺ターミナル

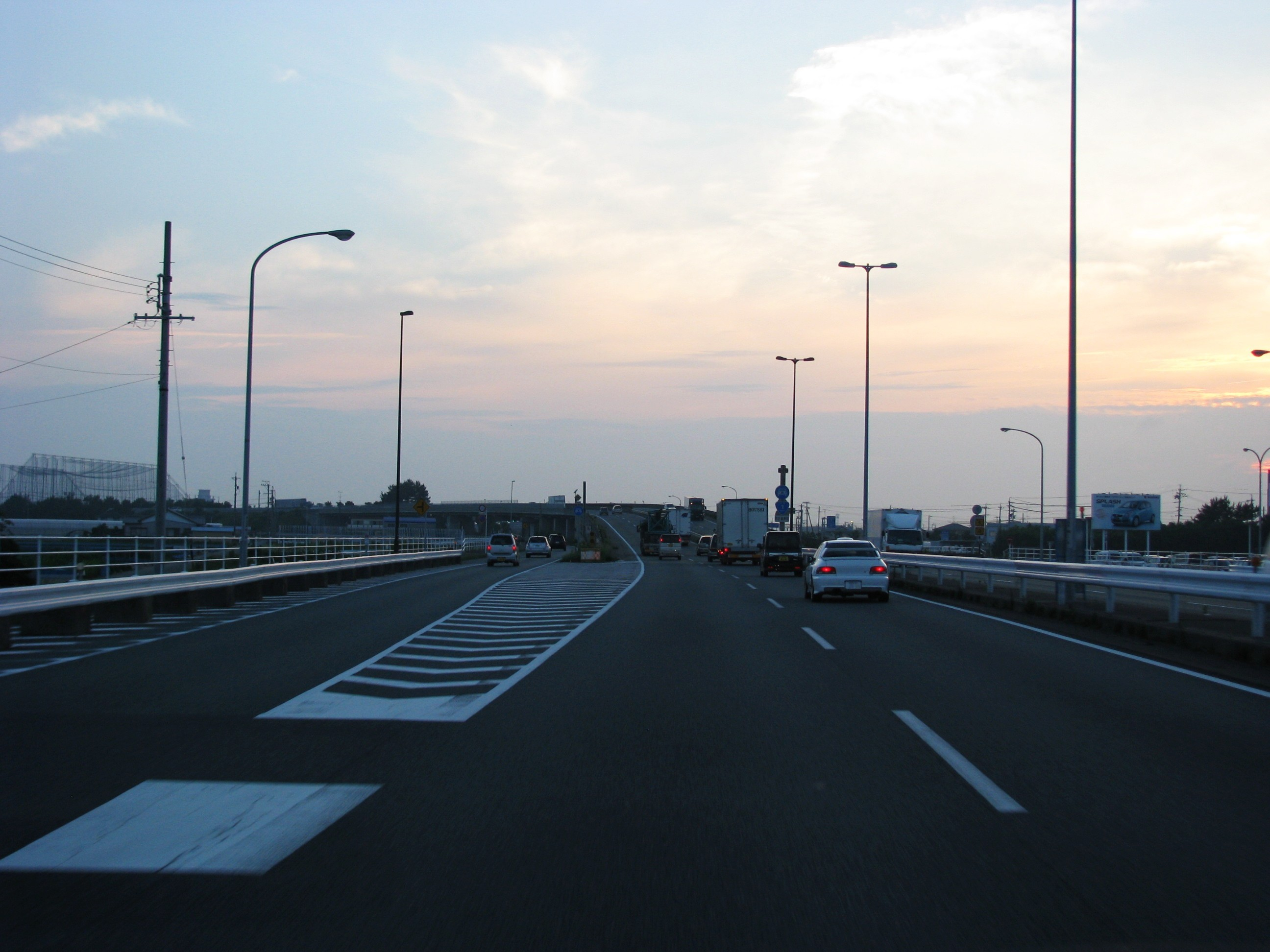
国道1号

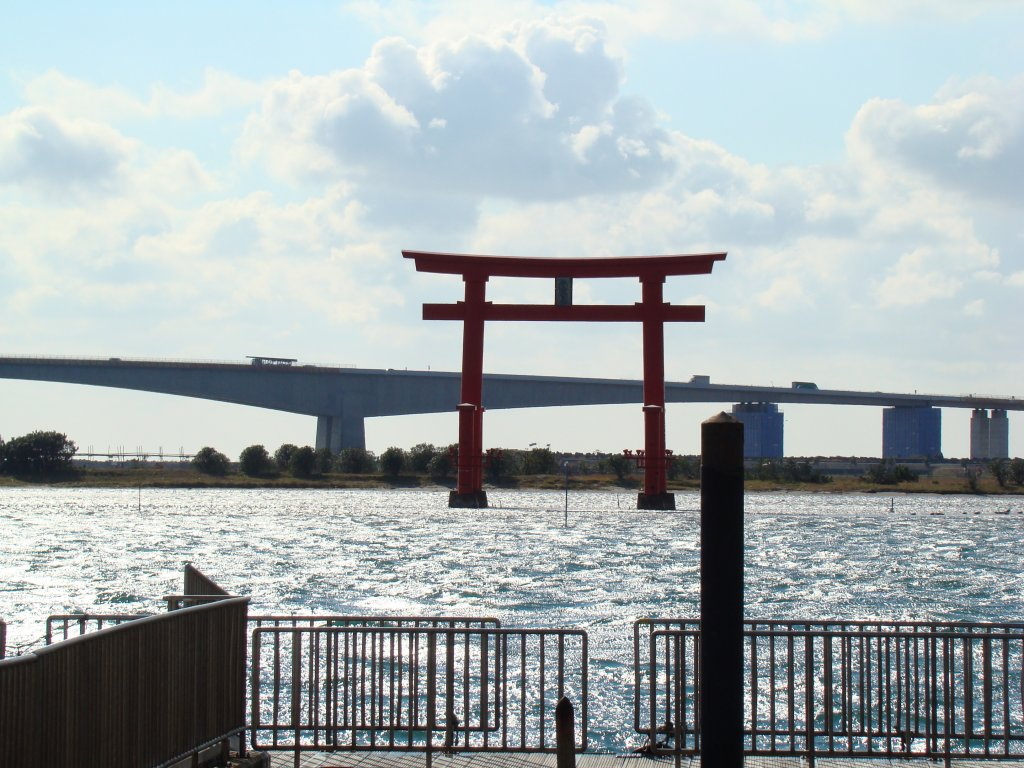
浜名大橋

### 空港
浜松飛行場
市内の飛行場としては防衛省が管理する浜松飛行場があり、主に航空自衛隊の業務に使用されている。公共用飛行場ではないので防衛省関係者以外の利用は認められていない。
航空自衛隊浜松基地
西区と中区とをまたがる地域に、航空自衛隊浜松基地がある。その歴史は古く、大正時代に浜松に設置された陸軍飛行連隊がその前身である。昭和に入ると陸軍飛行学校が設置され、浜松は陸軍の重爆撃機の基地となった。太平洋戦争の戦況が悪化すると、浜松は航空基地や、軍需工場の存在とともに、米軍機の日本侵入路に当たっていたため、ほぼ同様の地理条件にあった静岡市と並び、米軍の爆撃目標値に対する実際の爆撃率において全国の都市の中では数少ない100%を超える空襲や艦砲射撃を受け、多くの市民が命を落とし、市街地は焦土と化した。

終戦後一時、浜松基地はアメリカ空軍の不時着飛行場となり、1952年に組織された保安隊の航空学校が設置され、日本初の航空基地となった。保安隊はその後、航空自衛隊に改称され、1958年に浜松基地は南基地・北基地に分離したが、1989年に統合して、現在に至っている。所属部隊はパイロットや航空機等の整備員を養成する教育部隊が中心で、航空教育集団司令部がある。1999年には広報館「エアーパーク」も開館し、多くの人が訪れている。また、毎年行われる航空祭（エア・フェスタ）には、全国から多くの航空ファンが訪れている。

### 鉄道
東海旅客鉄道（JR東海）
- CA 東海道本線：- 舞阪駅 - 弁天島駅 -
  - また、 東海道新幹線が浜松駅 - 豊橋駅間で当区を通過している。

### 索道
遠鉄観光開発
- かんざんじロープウェイ：かんざんじ駅 - 大草山駅

### バス
路線バス
- 遠州鉄道バス
  - 遠州鉄道浜松西営業所

### 道路
高速道路
- 東名高速道路
  - - 浜松西IC - 舘山寺SIC -

国道
- 国道1号（浜名バイパス）
- 国道257号

主な県道
- 静岡県道48号舘山寺鹿谷線
- 静岡県道49号細江舞阪線
- 静岡県道62号浜松雄踏線
- 静岡県道65号浜松環状線

## 観光

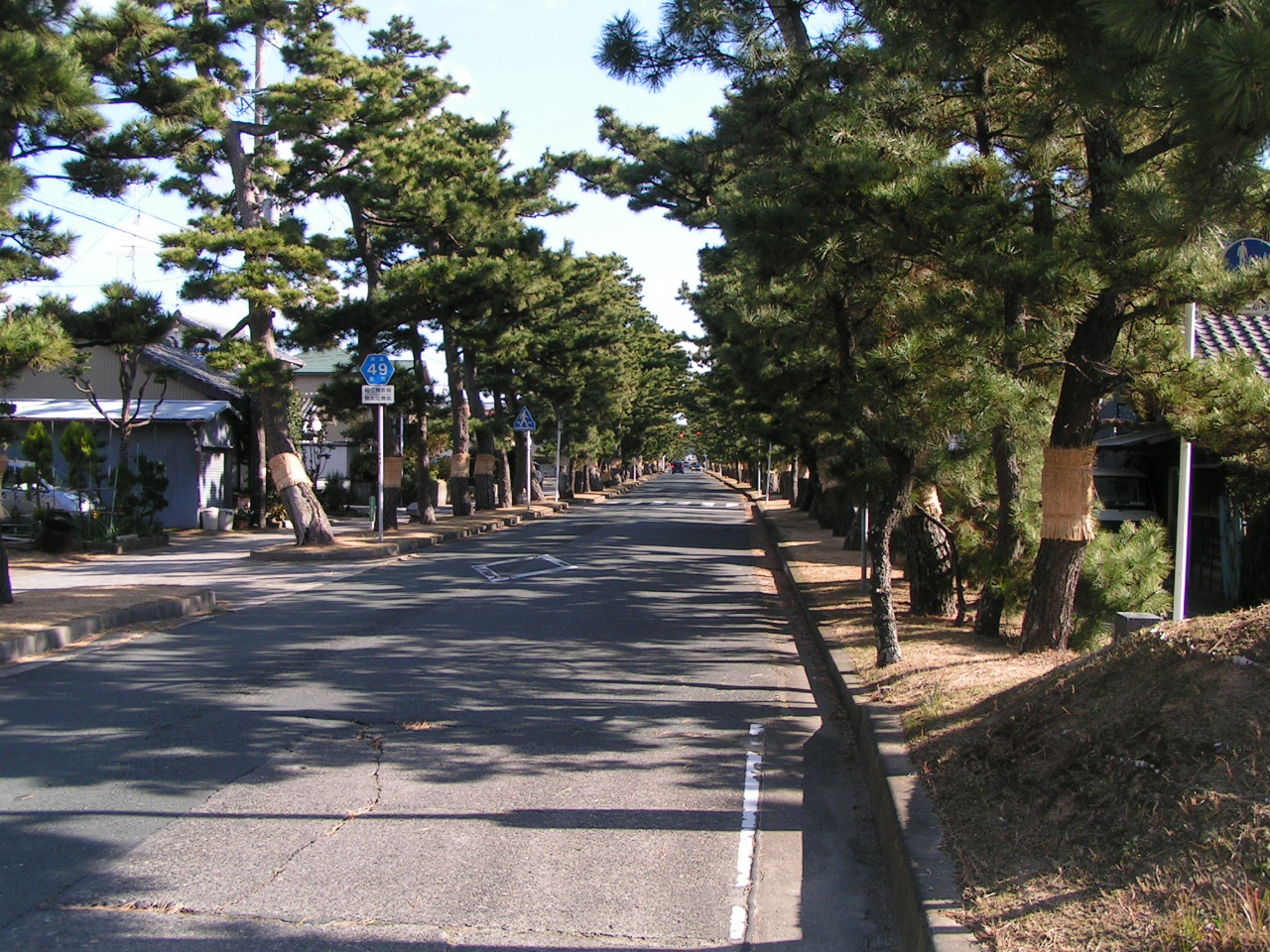
舞阪宿松並木

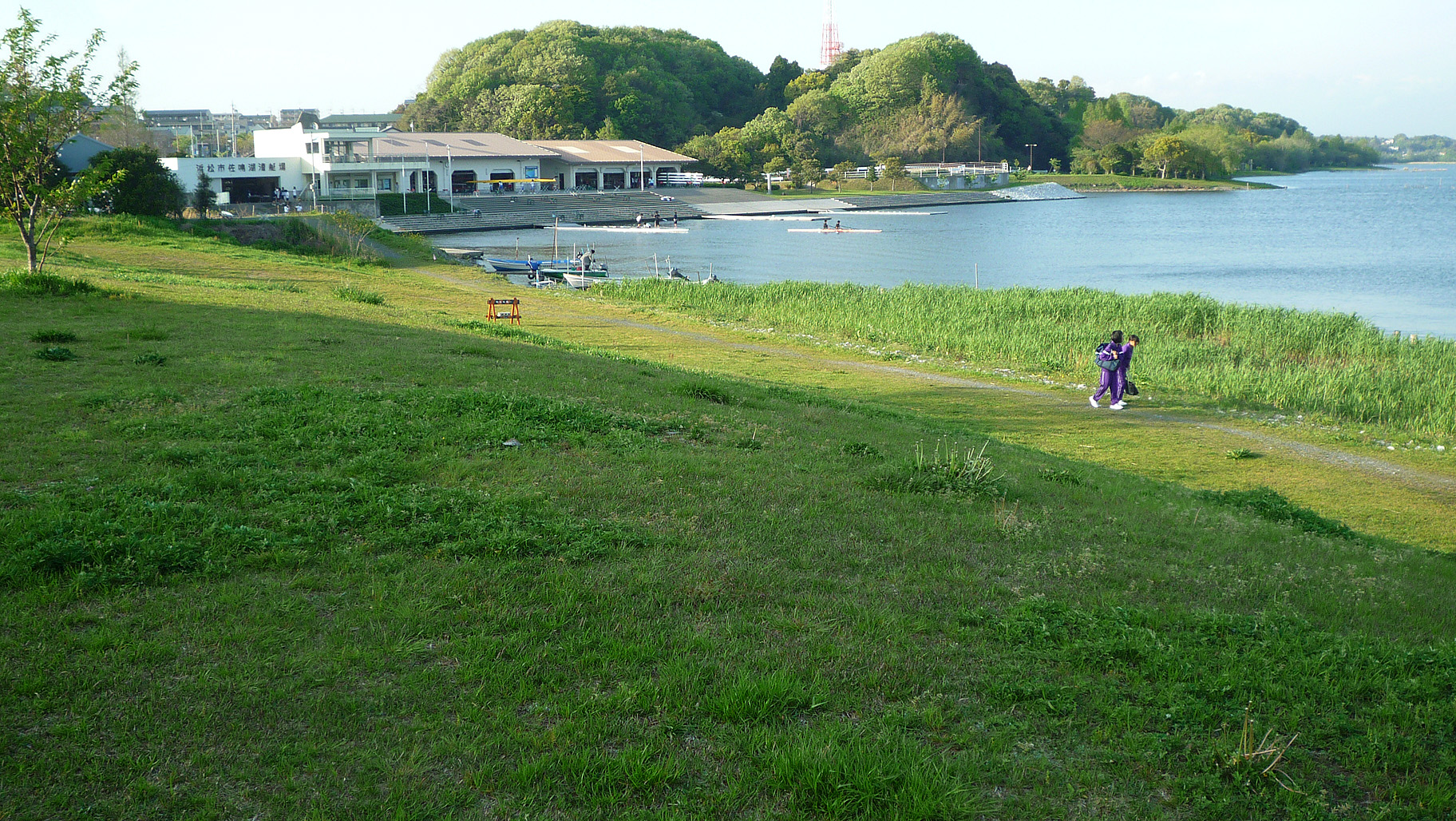
佐鳴湖公園

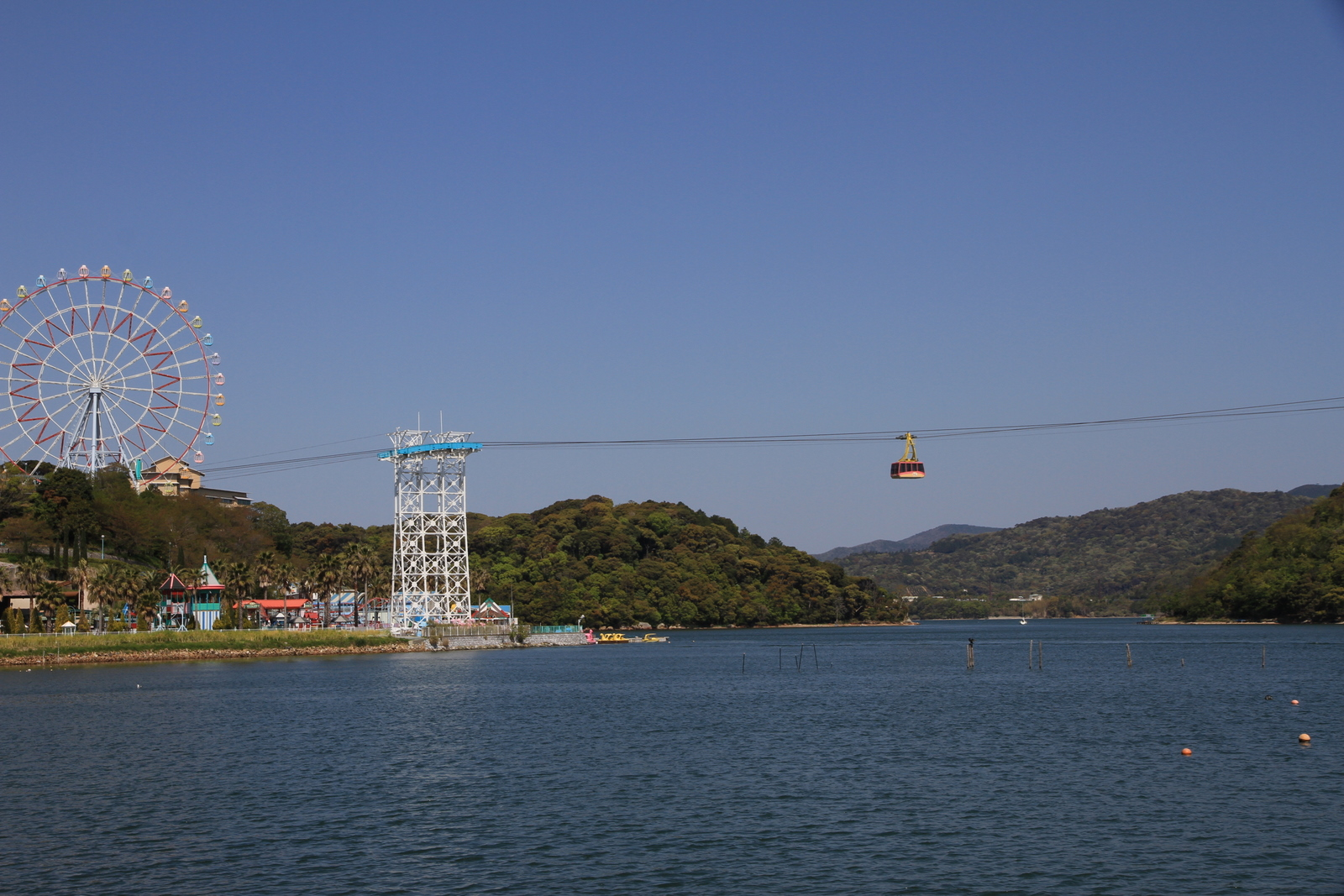
浜名湖パルパルとかんざんじロープウェイ

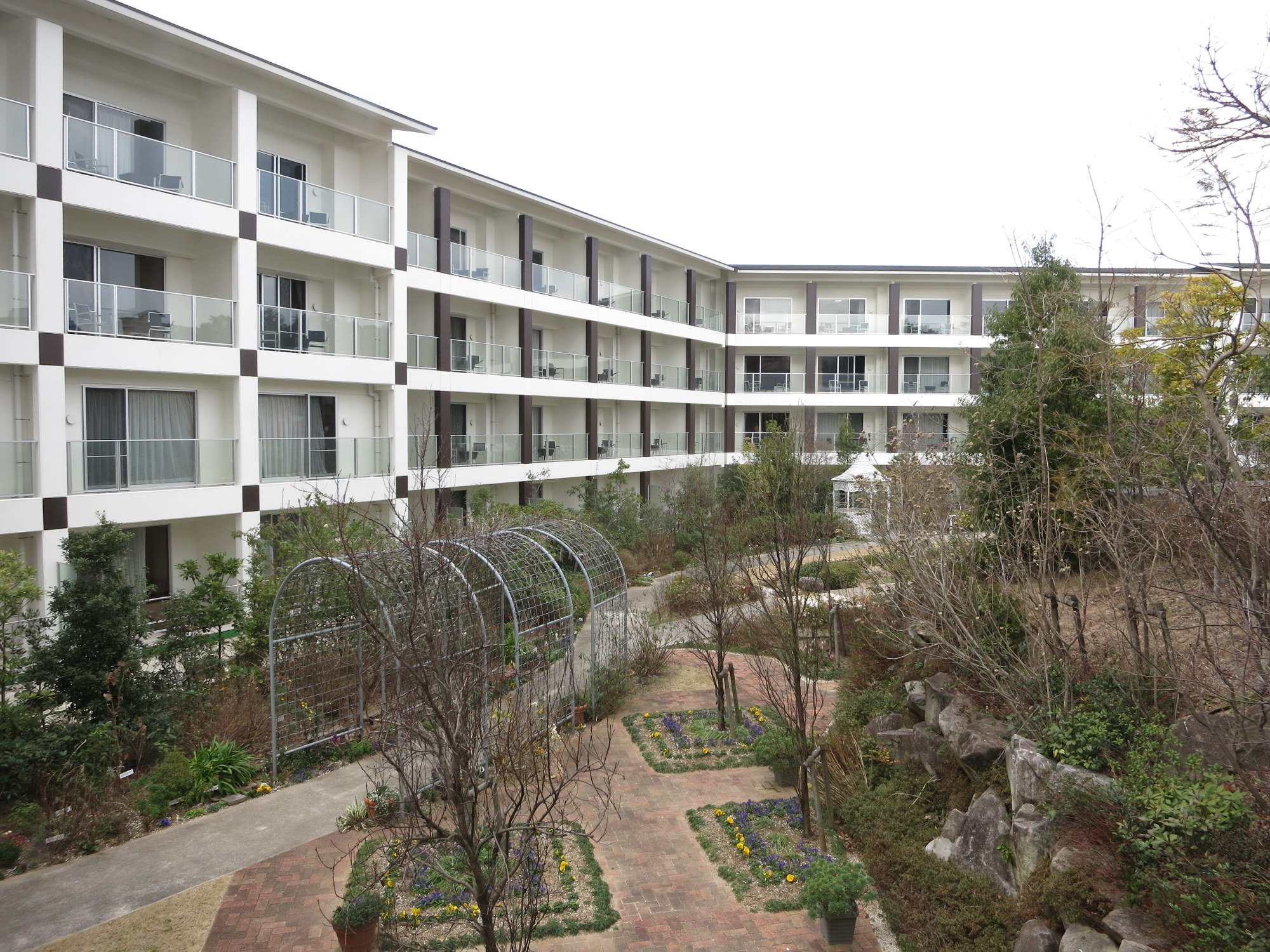
ホテルウェルシーズン浜名湖 ガーデンコート

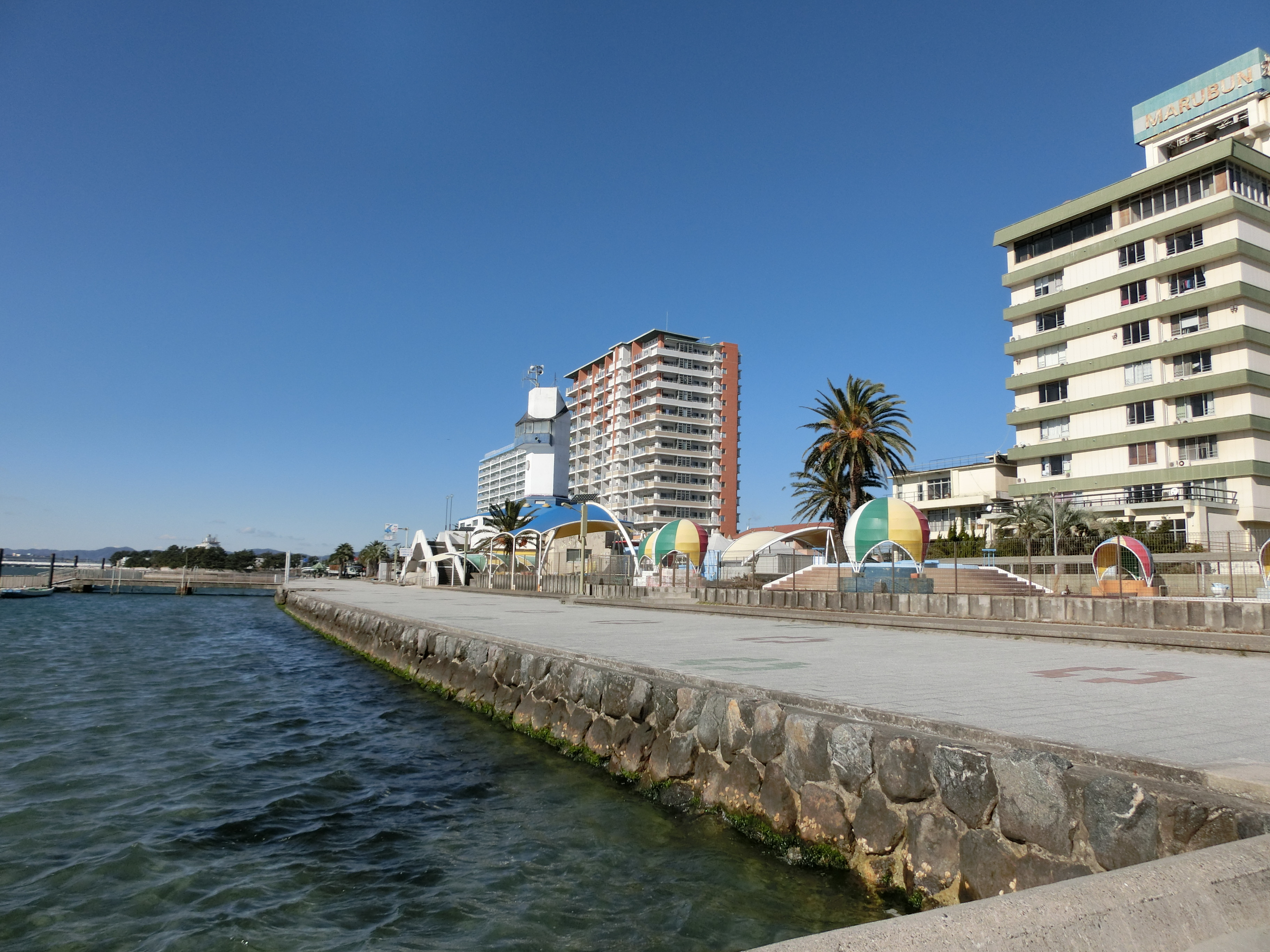
弁天島海浜公園と弁天島温泉街

### 名所・旧跡
主な城郭
- 堀江城

主な寺院
- 舘山寺
- 龍雲寺

主な神社
- 岐佐神社

宿場
- 東海道舞阪宿
  - 舞阪宿北雁木 - 舞阪宿北雁木（がんげ）は、雁木構造の船着場である。
  - 西町常夜灯
  - 舞阪宿脇本陣 - 舞阪宿脇本陣は、天保年間に設置された脇本陣「茗荷屋」で、現在は浜松市の保有。改築されていた主屋などを復元して公開。旧東海道では唯一の脇本陣の遺構である。
  - 仲町常夜灯
  - 松並木
  - 見付石垣
  - 本雁木跡
  - 渡荷場（とうかば）跡
  - 一里塚

### 観光スポット
文化施設・公園
- 佐鳴湖公園
- 古橋廣之進記念浜松市総合水泳場 (ToBiO)（篠原町）
- 雄踏文化センター（雄踏町宇布見）
- 農村環境改善センター（伊左地町）
- 馬郡運動広場（馬郡町）
- 雄踏総合公園（雄踏町宇布見）
- 舞阪総合公園（舞阪町舞阪）

舘山寺温泉、弁天島温泉など観光スポットも多いことから浜松市内でも西区は観光拠点を多く構える地区である。
主な観光名所
- 舘山寺温泉 （舘山寺町）
- 弁天島温泉 （舞阪町弁天島）
- 舞阪灯台（舞阪町舞阪）
- 浜松市動物園 （舘山寺町）
- 浜名湖パルパル （舘山寺町）
- はままつフラワーパーク （舘山寺町）
- 浜名湖オルゴールミュージアム （住所上は舘山寺町、立地は呉松町）
- かんざんじロープウェイ （舘山寺町）
- 浜名湖ガーデンパーク （村櫛町）
- 渚園 （舞阪町弁天島）
  - 浜名湖体験学習施設ウォット
- 中村家住宅（雄踏町）
- 越冬ツバメの宿跡（馬郡町）[6][7]

## 祭事･催事
主な催事
- 浜名湖かんざんじ温泉灯篭流し花火大会
- 浜名湖花火・弁天島ゲートウェイフェスティバル
- THE 夢人島 Fes.

## 出身有名人
- 結城秀康 （徳川家康次男、武将）
- 清水みのる （作詞家）
- 古橋廣之進 （水泳選手）
- 古橋宇八 - 古橋廣之進の実父
- 澤井信一郎 （映画監督）
- 大澄賢也 （タレント・ダンサー）
- 松本志のぶ （フリーアナウンサー、元日本テレビアナウンサー）
- 久保ひとみ （タレント）
- 源馬謙太郎 （衆議院議員）
- 漢人陽子 （水泳選手）
- 鈴木のりたけ （絵本作家）
- 白井京子 （TBSラジオキャスター）
- 浜名ランチ （お笑い芸人、ハルカラ）
- 詩歩 （写真家、『死ぬまでに行きたい!世界の絶景』シリーズ）
- 袴田巌（元プロボクサー、元死刑囚）